# Aïbga
Aïbga - Аибга (rus) - és un poble del krai de Krasnodar, a Rússia. Es troba a la vora del riu Psou, que fa de frontera amb Abkhàzia. La part de la vila situada a la vora dreta pertany a Rússia, mentre que la situada a la vora esquerra pertany a Abkhàzia. És a 38 km a l'est de Sotxi i a 188 al sud-est de Krasnodar, la capital de la regió.
Pertany al municipi de Níjniaia Xílovka.